# Патока

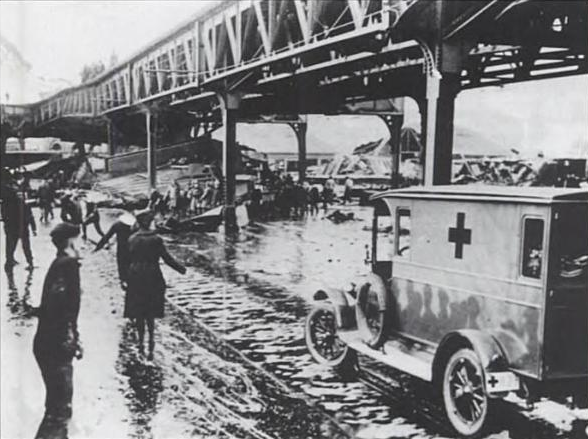
Затопление Бостона патокой в 1919 году

Па́тока (декстринмальтоза, мальтодекстрин) — продукт неполного кислотного (разбавленными кислотами) или ферментативного гидролиза крахмала. Образуется как побочный продукт при производстве сахара и крахмала. Выделяется два основных вида патоки — светлая патока (крахмальная, из кукурузного, картофельного и другого крахмала, вид инвертного сахара), и меласса, чёрная патока (свёкло-сахарная). Часто под патокой подразумевают различные сахаросодержащие сиропы помимо тёмной патоки (мелассы) и светлой патоки, — глюкозный сироп, мальтозный сироп, крахмальный сироп и кукурузный сироп. В бытовом понимании под патокой могут подразумеваться разные виды сиропов, не обязательно полученные в результате гидролиза крахмала.
Широко употребляется в выпечке и, выступая как подсластитель, в то же время влияет на текстуру выпечки, делает её нежнее и пышнее. В зависимости от углеводного состава может применяться в разных отраслях пищевой промышленности и в непищевом производстве. Также используется для приготовления борща.

## Химический состав
Чаще всего патоку получают путём кислотного гидролиза крахмала при температуре 100—150 °С.. При полимеризации образуются пектины. При этом происходит также необратимая реакция разложения глюкозы с образованием гидроксиметилфурфурола и других веществ, обладающих свойствами кислот.
В чистом виде крахмальная патока не имеет цвета. По консистенции она похожа на молодой жидкий мёд.
Химический состав:
- декстрин — от 0 % до 70 %,
- глюкоза — от 0 % до 50 %,
- мальтоза — от 19 % до 85 %.

В мелассе и, в меньшей мере, в патоке содержатся ацетон и некоторые другие ароматические и токсичные вещества.
Качество патоки, согласно ГОСТ Р 52060—2003, кроме содержания углеводов, определяется кислотностью и зольностью. Зола содержит оксиды фосфора, кальция и кислотное основание кислоты, используемой при гидролизе.

## В пищевой промышленности
Патока используется в кондитерском и консервном производствах, пивоварении, а также в спортивном питании и для производства аппретов.
Патока востребована кондитерской промышленностью при изготовлении пряников и некоторых сортов хлеба. При добавлении в малых количествах определяет цвет, а в бо́льших количествах — вкус и вязкость изделий из теста. Благодаря способности замедлять кристаллизацию сахарозы распространено использование патоки при производстве кондитерских изделий: варенья, джема, карамели, зефира, пастилы, в особенности же — помады и мармелада. Отдельные виды патоки используются при производстве мороженого и замороженных десертов, для понижения точки замерзания продукта.

### В России
В России источником патоки является в основном картофельный и кукурузный (маисовый) крахмал.
Общий объём производства патоки в России на 2016 год составлял около 460 тыс. тонн, объём внутреннего рынка патоки и глюкозо-фруктозных сиропов превысил 530 тыс. тонн.

## Виды патоки
Виды патоки, отличающиеся содержанием редуцирующих веществ.
1. Низкоосахаренная с содержанием редуцирующих веществ 26-35 %; В составе преобладает декстрин — продукт частичного расщепления крахмала на более короткие цепочки углеводов.
2. Карамельная (кислотная и ферментативная) с содержанием редуцирующих веществ 36-44 %;
3. Мальтозная, в составе которой преобладает мальтоза с содержанием редуцирующих веществ более 38 % В составе преобладают мальтоза и мальтотриоза — продукты расщепления крахмала на двух- и трехсахариды соответственно.
4. Высокомальтозная патока. Содержит 65 % и более мальтозы по массе сухого вещества. В составе присутствует только мальтоза или её следы. Высокомальтозная патока получается при ферментативном гидролизе крахмала с помощью фермента бета-амилазы или при обработке мальтозной патоки энзимом изоглюказой (глюкоамилазой). Высокомальтозная патока имеет повышенную сладость, противодействует колоризации и абсорбции влаги.
5. Солодовая мальтозная патока. Является продуктом биоконверсии зернового сырья, содержащего крахмал. Получена с применением солода или ферментных препаратов. В составе содержит 35-65 % мальтозы по массе сухого вещества. Благодаря низкому содержанию глюкозы не кристаллизуется в процессе хранения. Имеет низкую гигроскопичность и умеренную сладость.
6. Высокоосахаренная с содержанием редуцирующих веществ более 45 %.
7. Сухая патока. содержание глюкозы в ней составляет более 25 % по массе сухого вещества. В составе присутствует декстрин и глюкоза. Сухая патока получается сушкой концентрированного паточного сиропа до порошкообразного состояния. Сухая патока имеет высокую растворимость в воде и устойчивость к кристаллизации.
8. Меласса — кормовая патока, побочный продукт сахарного производства; сиропообразная жидкость тёмно-бурого цвета со специфическим запахом. В кондитерской промышленности используется преимущественно меласса из сахарного тростника, поскольку из свёклы она имеет горький привкус.

## Влияние на здоровье
Патока (мальтодекстрин) является смесью углеводов и имеет высокий гликемический индекс (равный или превышающий ГИ глюкозы). Избыточное потребление продуктов, подслащённых патокой, также как и избыточное потребление любых высококалорийных продуктов может вести к набору веса, ухудшению реакции на инсулин, повышению уровня холестерола и триглицеридов в крови. Из-за высокого гликемического индекса продукты с патокой нежелательны для диабетиков, из-за высокого содержания сахара.